# Kugelschaufler

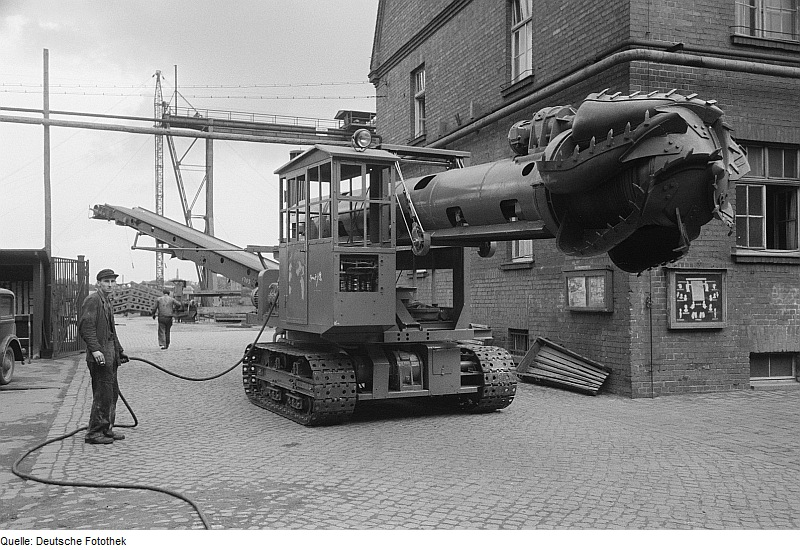
Kugelschaufler der Firma Bleichert

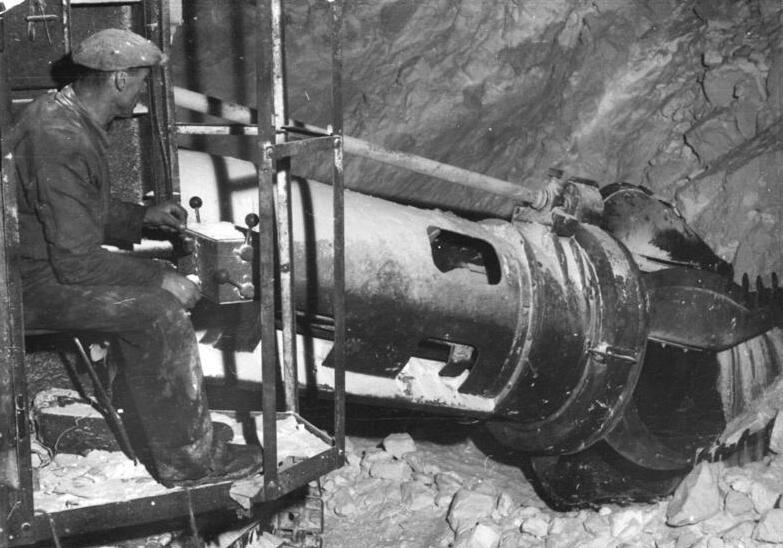
Kugelschaufler, der im Kaliwerk Sollstedt verwendet wurde

Der Kugelschaufler ist ein Aufnahmegerät mit raumbeweglichem Ausleger und darin angeordnetem Förderband. Das kontinuierlich arbeitende Gerät ist geeignet als Ladegerät für Schüttgüter und als Gewinnungsgerät für Böden leichter Gewinnungsklassen.

## Aufbau und Wirkungsweise
Als Erfinder gilt Adolf Rubin aus Leipzig, der 1943 ein „Aufnahmegerät mit raumbeweglichen Ausleger und darin angeordnetem Förderband“ zum Patent anmeldete. Kugelschaufler sind stetig arbeitende Ladegeräte, die auf Gleisketten fahren. Sie haben ein frei schwenkbares Auslegerohr, an dessen Ende ein drehbarer, kugelförmiger Gewinnungsköper Schüttgut wie Kies, Schotter oder Erde aufnimmt. Das Schüttgut fällt durch den Gewinnungskörper auf ein Förderband im Auslegerohr, welches dieses dann weiter zu einem weiteren Förderband transportiert. Bekannter Hersteller dieser Kugelschaufler war die Firma Adolf Bleichert & Co.